# Биси ле Даур
Биси ле Даур (фр. Bussy-lès-Daours) насеље је и општина у североисточној Француској у региону Пикардија, у департману Сома која припада префектури Амјен.
По подацима из 2011. године у општини је живело 341 становника, а густина насељености је износила 42,1 становника/km². Општина се простире на површини од 8,1 km². Налази се на средњој надморској висини од 40 метара (максималној 86 m, а минималној 31 m).

## Демографија
| 1962. | 1968. | 1975. | 1982. | 1990. | 1999. | 2011. |
| ----- | ----- | ----- | ----- | ----- | ----- | ----- |
| 189   | 189   | 218   | 278   | 334   | 325   | 341   |

График промене броја становника у току последњих година